# 万有引力定律

兩個物體互相吸引

牛頓的万有引力定律（英語：Newton's law of universal gravitation），通称万有引力定律，其指出兩個質點彼此之間相互吸引的作用力，是與它們的質量乘積成正比的，並與它們之間的距離成平方反比。
万有引力定律是一個由艾萨克·牛顿所稱為的從他的歸納推理的經驗觀察中得出的一般物理規律。它是經典力學的一部分，1687年間其于《自然哲学的数学原理》中被首次發表，并於1687年7月5日首次出版。當牛頓的書在1686年被提交至英國皇家學會時，羅伯特·胡克宣稱牛頓從他身上得到了距離平方反比律。
此定律若按照現代語文，明示了：每一點質量都是通過指向沿著兩點相交線的力量來吸引每一個其它點的質量。力與兩個質量的乘積成正比，與它們之間的距離平方成反比。關於牛頓所明示的質量之間的萬有引力理論的第一個實驗，是英國科學家亨利·卡文迪什於1798年進行的卡文迪許實驗。這個實驗發生在《自然哲学的数学原理》出版111年後，也是在他去世大約71年之後。
庫侖定律類似於牛頓的引力定律，用於計算兩個帶電體之間產生的電力的大小。同時，兩者都是平方反比定律，其中作用力與物體之間的距離平方成反比。然而，庫侖定律是用兩個電荷來代替質量的乘積，用靜電常數代替引力常數。
儘管牛頓定律的理論基礎，在現代的學術界已經被愛因斯坦的廣義相對論所取代，但它在大多數應用中仍然被用作重力效應的經典近似，而且只有在需要極度精確的時候，或者在處理非常強大的引力場的時候，比如那些在極其密集的物體上，又或者在非常近的距離（比如水星繞太陽的軌道）時，才需要相對論。

## 定律定义

### 基本定义
牛顿的万有引力定律可以表示如下：
任意两个质点由通过连心线方向上的力相互吸引。该吸引力的大小与它们的质量乘积成正比，与它们距离的平方成反比，与两物体的化学本质或物理状态以及中介物质无关。

### 标量式
其标量式方程表示为：{\displaystyle F=G{\frac {m_{1}m_{2}}{r^{2}}}}，
其中，
- {\displaystyle F}:两个物体之间的万有引力
- {\displaystyle G}: 万有引力常数
- {\displaystyle {{m}_{1}}}:物体1的质量
- {\displaystyle {{m}_{2}}}:物体2的质量
- {\displaystyle r}:两个物体之间的距离

依照国际单位制，{\displaystyle F}的单位为牛顿(N)，{\displaystyle {{m}_{1}}}、{\displaystyle {{m}_{2}}}的单位为千克(kg)，{\displaystyle r}的单位为米(m)，常数{\displaystyle G}大約為6.67×10−11 N m2 kg−2（牛顿米的平方每千克的平方）。

### 向量式

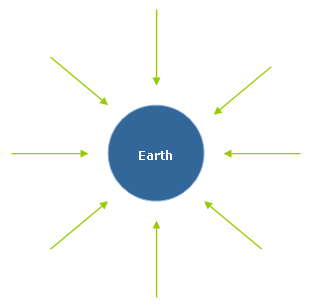
地球万有引力示意图

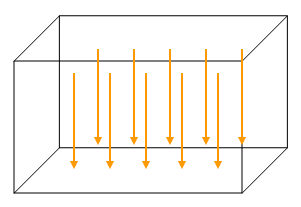
地球附近空间内的万有引力示意图：在此数量级上地球表面的弯曲可被忽略不计，因此力线可以近似地相互平行并且指向地球的中心

牛顿万有引力定律亦可通过向量方程的形式更加准确地进行表述，而用以计算万有引力的方向和大小。
在下列公式中，以粗体显示的量代表向量。
{\displaystyle \mathbf {F} _{12}=G{m_{1}m_{2} \over r^{2}}\,\mathbf {{\hat {r}}_{21}} }或{\displaystyle \mathbf {F} _{12}=-G{m_{1}m_{2} \over r^{2}}\,\mathbf {{\hat {r}}_{12}} }，
其中，
{\displaystyle \mathbf {F} _{12}}:物体2作用於物体1的万有引力
{\displaystyle G}: 万有引力常数，其值约等于{\displaystyle 6.67408\times 10^{-11}\ {\mbox{m}}^{3}\ {\mbox{kg}}^{-1}\ {\mbox{s}}^{-2}}
{\displaystyle {{m}_{1}}}与{\displaystyle {{m}_{2}}}:分别为物体1和物体2的质量
{\displaystyle r}:物体2和物体1之间的距离
{\displaystyle \mathbf {\hat {r}} \equiv {\frac {\mathbf {r} _{2}-\mathbf {r} _{1}}{\vert \mathbf {r} _{2}-\mathbf {r} _{1}\vert }}}:物体1到物体2的单位向量
可以看出向量式方程的形式与之前给出的标量式方程相类似，区别仅在于在向量式中的F是一个向量，以及在向量式方程的右端被乘上了相应的单位向量。而且，我们可以看出：F12 = − F21.

## 引力加速度

### 标量式方程
假設质点的引力加速度為{\displaystyle a_{1}}。根據牛顿第二定律，{\displaystyle F=m_{1}\ a_{1}}，即{\displaystyle a_{1}=F/m_{1}}。將這表達式代入牛頓萬有引力方程，則可得到
{\displaystyle a_{1}=G{\frac {m_{2}}{r^{2}}}}。
類似地，亦可得到{\displaystyle a_{2}}。
依照国际单位制，引力加速度（同其他一般加速度）的单位被规定为米每平方秒 (記作{\displaystyle {\rm {m/s^{2}}}}或{\displaystyle {\rm {m\cdot s^{-2}}}})。
请注意上述方程中的{\displaystyle a_{1}}，质量{\displaystyle m_{1}}的加速度，在实际上并不取决于{\displaystyle m_{1}}的取值，即引力加速度大小僅与{\displaystyle m_{2}}和{\displaystyle r}有关。

### 向量式方程
同样，引力加速度的向量式方程与其标量式方程相类似：
{\displaystyle \mathbf {a} _{1}=G{m_{2} \over r^{2}}\,\mathbf {\hat {r}} }。

## 引力场

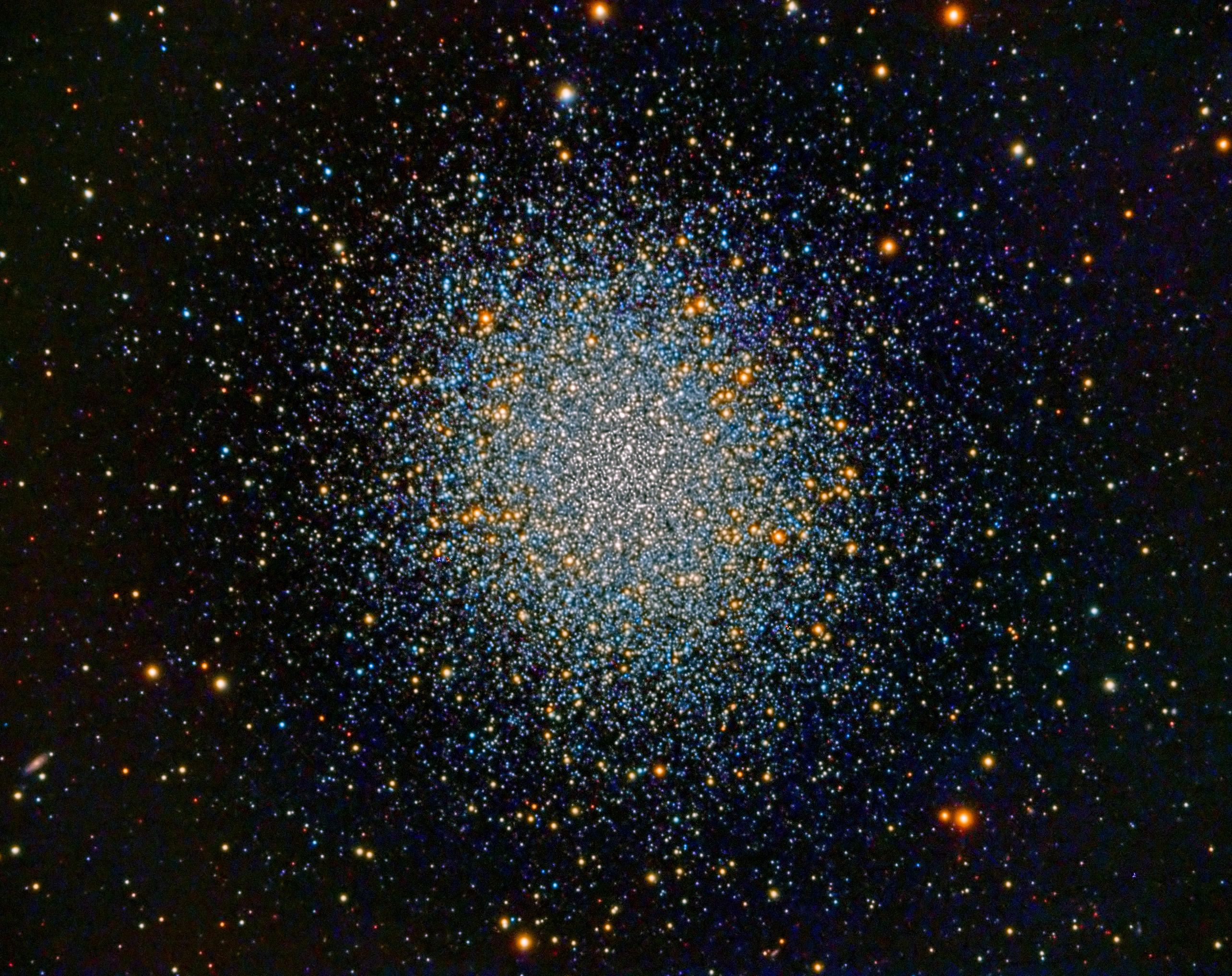
球状星团M13证明引力场的存在。

引力场是用于描述在任意空间内某一点的物体每单位质量所受万有引力的矢量场。而在实际上等于该点物体所受的引力加速度。

### 矢量式
以下是一个普适化的矢量式，可被应用于多于两个物体的情况（例如在地球与月球之间穿行的火箭）的计算。对于两个物体的情况（比如说物体1是火箭，物体2是地球）来说，引力场{\displaystyle \mathbf {g} (\mathbf {r} )}表示为：
{\displaystyle \mathbf {g} (\mathbf {r} )=G{m_{2} \over r^{2}}\,\mathbf {\hat {r}} }。
因此可以得到
{\displaystyle \mathbf {F} (\mathbf {r} )=m_{1}\mathbf {g} (\mathbf {r} )}。
该公式不受产生引力场的物体的限制。引力场的单位为力除以质量的单位；在国际单位制上，被规定为N·kg−1（牛顿每千克）。

## 适用范围
如果被讨论的物体具有空间广度（远大于理论上的质点），它们之间的万有引力可以以物体的各个等效质点所受万有引力之和来计算。在极限上，当组成质点趋近于“无限小”时，将需要求出两物体间的力在空间范围上的积分。
从这里可以得出：如果物体的质量分布呈现均匀球状时，其对外界物体施加的万有引力吸引作用将同所有的质量集中在该物体的几何中心时的情况相同。（这不适用于非球状对称物体）。

## 存在的问题
尽管牛顿对万有引力的描述对于众多實際运用案例来说十分地精确，但它也遭遇到一些理论難题，而且被证實不符合一些重要觀測結果。

### 理论難题
- 没有任何征兆表明万有引力的传送媒介可以被识别出，牛顿自己也对这种无法说明的超距作用感到不满意（参看后文条目“定律局限性”）。
- 牛顿的理论需要定义万有引力可以瞬时传播。因此给出了古典自然时空观的假设，这样亦能使约翰内斯·开普勒所观测到的角动量守恒成立。但是，这与爱因斯坦的狭义相对论理论有直接的冲突，因为狭义相对论定义了速度的极限——真空中的光速——在此速度下信号可以被传送。

### 与观测结果不符
牛顿的理论并不能完全地解释出水星在沿其轨道运动到近日点时出现的进动现象。牛顿学说的预言（由其它行星的引力拖曳产生）与实际观察到的进动相比每世纪会出现43弧秒的误差。
牛顿理论预言，在万有引力作用下，光线的偏折只有实际观测结果的一半。广义相对论则与观察结果更为接近。
牛顿理論不能解释為什麼所有物体的引力质量与惯性质量相同这一观测现象。广义相对论则将它作为一个基本条件。更多內容，請參閱条目等效原理。

### 定律局限性
当牛顿的非凡工作使万有引力定律能够以数学公式來表達后，他仍然不满于公式中所隐含的超距作用观点。他从来没有在他的文字中給出产生这种能力的原因。在其它情况下，他使用运动的现象来解释物体受到不同力的作用的原因，但是对于万有引力这种情况，他却无法用实验方法来确认运动产生了万有引力。此外，他甚至还拒绝对这个由地面产生的力的起因提出假设，而这一切都违背了科学证据的原则。
牛顿对万有引力的发现埋葬了“哲学家至今仍在徒勞無功地试图探索自然”(philosophers have hitherto attempted the search of nature in vain)这句所谓的真理，就同他深信着的“有各种因素”使得“各种迄今未知的原因”是所有“自然现象”的基础。这些基本的现象至今仍在研究中，而且，虽然存在着许多种的假设，最终答案仍然没有找出。虽然爱因斯坦的假设的确比牛顿的假设更能精确地解释确定案例中万有引力的作用效果，他也从来没有在他的理论中为这种能力赋予一个原因。在爱因斯坦的方程式中，“物质告诉空间怎么彎曲，空间告诉物质怎么移动”。但是这个完全异于牛顿世界的新的思想，仍不足使爱因斯坦所給出“产生这种能力的原因”比万有引力定律使牛顿所赋予的原因更能使空间彎曲。牛顿自己说：
|  | :我还没有能力去从现象中发现产生这些引力特性的原因，而且我无法臆测……我所解释的定律和丰富的天体运动的计算已经足够于说明引力的确存在并能产生效果。一个物体可以不通过任何介质穿过真空间的距离对另一个物体产生作用，在此之上它们的活动和力可以传送自对方，这对于我来说简直就是一个天大的谬论。因此，我相信，任何有足够的哲学思维能力的人都不会沉溺于此。 () |

如果人類的科学最终能够发现万有引力是如何产生（製造）的，牛顿的夢想也将隨之实现。
需要注意的是，这里使用的单词“原因(cause)”并不是“起因(cause)和影响”或者“被告导致(cause)受害者死亡”中所表示的意义。何况，当牛顿使用单词“原因(cause)”时，他（明显地）意指为一种“解释”。或者说，像“牛顿学说的万有引力是行星运动的原因”这个短语的意思就是牛顿学说的万有引力解释了行星的运动。参看条目因果。

### 賓利的悖論
賓利的悖論是一個關於宇宙整體的悖論，指出當牛頓的引力理論應用於宇宙學時，會出現問題。牛頓導出了他的萬有引力公式後，他在寫給當時的劍橋哲學家理查德·賓利（Richard Bentley）的一封信中說，如果所有的恆星都由萬有引力相互吸引的話，那麼一個會被吸引到另一個；恆星之間的距離將逐漸地縮短，最後它們應該會合併成為一個點。牛頓認為，宇宙中的每顆恆星都應該被其它恆星所吸引，它們之間不會維持固定的距離，而是應該全部疊落在一起，變成單一個恆星。牛頓在信中承認了這一點。他宣稱上帝會“不斷的微調”來防止萬有引力應用上預見的結果。